# Roquez Johnson
Roquez Johnson (Montgomery, Alabama, 10 de octubre de 1992) es un baloncestista estadounidense que se desempeña como ala-pívot en Leones de Quilpué de la Liga Nacional de Básquetbol de Chile.

## Carrera universitaria
Johnson empezó su carrera universitaria en Mississippi State Bulldogs, equipo deportivo de la Universidad Estatal de Misisipi. Los Bulldogs participan en las competiciones universitarias organizadas por la NCAA, y forma parte de la Southeastern Conference. Se desempeñó en dicha universidad durante toda su carrera universitaria.

### Universidades
| Club                       | País           | Clase     | Año         |
| -------------------------- | -------------- | --------- | ----------- |
| Mississippi State Bulldogs | Estados Unidos | Freshman  | 2011 - 2012 |
| Mississippi State Bulldogs | Estados Unidos | Sophomore | 2012 - 2013 |
| Mississippi State Bulldogs | Estados Unidos | Junior    | 2013 - 2014 |
| Mississippi State Bulldogs | Estados Unidos | Senior    | 2014 - 2015 |

## Carrera profesional

### San Lorenzo
Llegó a San Lorenzo para probarse tras haber salido de la Universidad, finalmente el entrenador Julio Lamas dio el visto bueno para que firmara su primer contrato profesional con el conjunto de Boedo de cara a la Liga Nacional de Básquet 2015-16 como una de las fichas U23 (under 23). En medio de la temporada tuvo una acción muy negativa cuando en pleno partido le pegó una trompada a Leonardo Gutiérrez, en un partido de temporada regular contra Peñarol de Mar del Plata.  Terminó la temporada consagrándose campeón de la LNB, promediando en los 50 partidos jugados: 17.8 minutos, 7 puntos, 4.2 rebotes, 0.4 asistencias.

### Atenas
Siendo que no renovó contrato con San Lorenzo, quedando libre a la espera del llamado de algún club, llamado que llegó por la lesión de Gabriel Mikulas.  Inicialmente el griego lo contrata temporalmente hasta la recuperación de Mikulas. No obstante, en diciembre del 2016 al regresar Gabriel Mikulas de su lesión, la directiva toma la decisión de que Roquez Johnson continúe en el equipo ocupando la plaza del ya cortado Dwight Jones, de esta forma continuará hasta la finalización de la Liga Nacional de Básquet 2016-17. De cara al comienzo de la Liga Nacional de Básquet 2017-18, el griego confirma la llegada del entrenador Nicolás Casalánguida y la continuidad de Diego Lo Grippo y de Johnson.

### Boca
El 24 de julio del 2018 se confirma la llegada de Johnson al Club Atlético Boca Juniors para disputar la Liga Nacional de Básquet 2018-19 de la Argentina.

### Clubes
- Actualizado hasta el 15 de diciembre de 2024.

| Club                      | País           | Año             |
| ------------------------- | -------------- | --------------- |
| San Lorenzo               | Argentina      | 2015 - 2016     |
| Atenas                    | Argentina      | 2016 - 2018     |
| Boca Juniors              | Argentina      | 2018 - 2019     |
| Olimpia Kings             | Paraguay       | 2019            |
| Ferro                     | Argentina      | 2019            |
| Malvín                    | Uruguay        | 2020            |
| Ciclista Juninense        | Argentina      | 2021            |
| CEB Puerto Montt          | Chile          | 2021 - 2022     |
| Gigantes de Guayana       | Venezuela      | 2022            |
| Deportivo Valdivia        | Chile          | 2022-2023       |
| Georgia Kingz             | Estados Unidos | 2023            |
| Atenas                    | Argentina      | 2023 - 2024     |
| Universidad de Concepción | Chile          | 2024            |
| Leones de Quilpué         | Chile          | 2024 - Presente |

## Palmarés

### Campeonatos nacionales
- Actualizado hasta el 28 de abril de 2018.

| Título          | Club        | País      | Año         |
| --------------- | ----------- | --------- | ----------- |
| Campeón del LNB | San Lorenzo | Argentina | 2015 - 2016 |